# 厄尔·巴伦
小厄尔·丹尼尔·巴伦（1981年8月14日—）為美国男子篮球运动员，第13季SBL超級籃球聯賽開打前加盟富邦勇士取代達里安·湯斯，最終以場均28.4分、14.8籃板的表現拿下得分王、籃板王、年度洋將、年度第一隊殊榮，2017年1月重返富邦勇士頂替連恩·麥克莫羅。

## 外部連結
- 厄尔·巴伦在NBA官網（英语）
- 厄尔·巴伦在NBA G聯盟官網（英语）
- 厄尔·巴伦在TBLStat.net（英语）
- 厄尔·巴伦在Basketball-Reference.com（NBA）（英语）
- 厄尔·巴伦在Basketball-Reference.com（NBA G聯盟）（英语）
- 厄尔·巴伦在Sports-Reference.com（NCAA）（英语）
- 厄尔·巴伦在ESPN（NBA）（英语）
- 厄尔·巴伦在Eurobasket.com（球員）（英语）
- 厄尔·巴伦在Proballers（英语）
- 厄尔·巴伦在RealGM（英语）